# Jaisithok Mandan
Jaisithok Mandan (nep. जैसीथोक मण्डन) – gaun wikas samiti w środkowej części Nepalu w strefie Bagmati w dystrykcie Kavrepalanchok. Według nepalskiego spisu powszechnego z 2001 roku liczył on 579 gospodarstw domowych i 3109 mieszkańców (1580 kobiet i 1529 mężczyzn).